# 托斯卡纳侯国
托斯卡纳侯国（義大利語：Marca di Tuscia）是中世纪时神圣罗马帝国和意大利王国的一个边疆侯爵（Margravate）领地。
它位于意大利中西部，南部与教宗国接壤，西临利古里亚海，北部与伦巴第王国接壤，最初以卢卡为中心。

## 历史
托斯卡纳侯国开始于法蘭克帝國的加洛林王朝，是伦巴底人建立的托斯卡纳公国的继承国。法兰克国王干预了伦巴底人与教宗斯德望二世的冲突。通过丕平献土，托斯卡纳南部成为新成立的教宗国的一部分，而北部（伦巴第托斯卡纳）发展成为托斯卡纳侯国。伦巴第王国、托斯卡纳侯国和维罗纳侯国一起成为意大利王国的主体部分。
第一个托斯卡纳边境侯爵是阿爾伯特一世，他在846年获得了这个头衔。在第九世纪末和十世纪初期，托斯卡纳的支持对任何有意成为意大利国王的候选人都有极大的帮助。
931年，阿尔勒的休成为意大利國王，他企图巩固意大利所有重要的封地在他的亲属手中，他将托斯卡纳授予他的兄弟博索。直到1001年。它仍然对选举造成影响。直到1027年，雷尼尔才被神聖羅馬帝國皇帝康拉德二世罢免，因为他反对他作为神圣罗马皇帝。
1027年，公国被授予卡诺莎家族统治。博尼费斯三世是神聖羅馬帝國皇帝的盟友，他的力量是如此之大，以至于威胁到在伦巴第的意大利王國。他将在艾米利亞的卡诺萨遗产与托斯卡纳传给了他的女儿瑪蒂爾達。除了艾米利亚，她最大的资产是托斯卡纳。随着玛蒂尔达于1115年去世，封建主的时代在北意大利已经过去，取而代之的是城邦，海上共和國和中世纪公社的统治。